# Bruce P. Crandall
Pour les articles homonymes, voir Crandall.
Bruce Perry Crandall, né le 17 février 1933 est un officier retraité de l'United States Army, récipiendaire de la médaille d'honneur pour ses actes durant la Bataille de Ia Drang. Durant la bataille, il a exécuté 22 missions aux commandes d'un hélicoptère désarmé au milieu des feux ennemis, afin de ravitailler les troupes en armes et équipements et évacuer les blessés. À la fin de la guerre du Viêt Nam, il a mené plus de 900 missions de combat.
Après sa retraite de l'US Army, il a œuvré dans différentes fonctions dans plusieurs États avant de se retirer dans son État d'origine, Washington.

## Jeunes années et famille
Crandall est né en 1933 et a été élevé à Olympia. Durant ses études, il fut un All-American baseball player. Après avoir obtenu son diplôme de la William Winlock High School, il a étudié à l'université de Washington à Seattle, avant de rejoindre l'United States Army en 1953,. Il a épousé sa femme Arlene le 31 mars 1956. Ils ont eu trois fils et cinq petits-enfants. Arlene est morte d'un cancer le 2 novembre 2010. En 2011, Crandall vivait à Washington.

### Bataille de Ia Drang

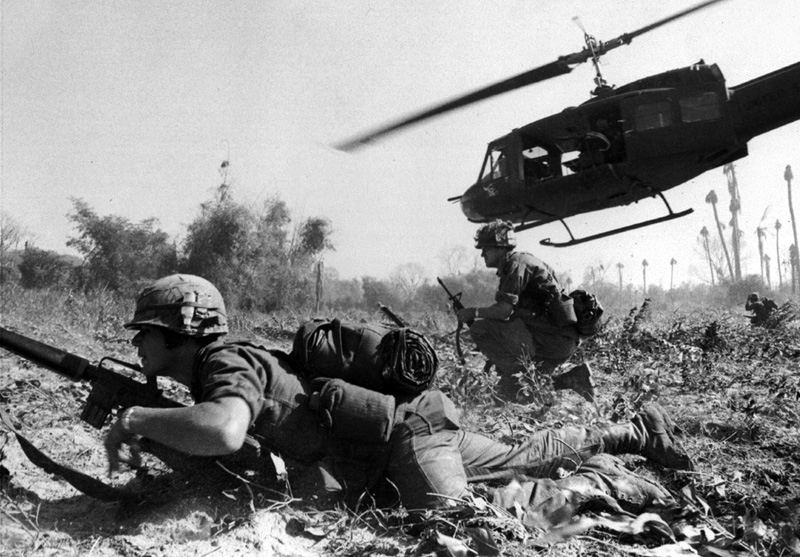
Le UH-1 Huey de Crandall acheminant des hommes lors de l'opération Ia Drang.

Crandall a été assigné au 229e Bataillon d'assaut héliporté. Le 14 novembre 1965, il a dirigé les éléments héliportés des premiers et seconds bataillons héliportés pour transporter le 5e et le 7e régiments de cavalerie de l'US Army, sur la zone atterrissage X-Ray à la bataille de Ia Drang au Viet-Nâm. Durant la bataille, 70 évacuations de soldats blessés ont été mis à son crédit ainsi que le Major Ed Freeman. Douze dès quatorze vols (une autre source rapporte 18 vols) ont été menés alors que l'unité d'évacuation médicale a refusé d’atterrir dans cette zone de combats intenses. Les hélicoptères de Crandall ont également évacué plus de 75 victimes durant une journée de vol de plus de 16 heures. Crandall qualifia cette journée comme : « It was the longest day I ever experienced in any aircraft. », « Cela a été le jour le plus long que j'ai vécu dans n'importe quel appareil. ». Crandall dût utiliser plusieurs hélicoptères durant la journée tant ils revenaient endommagés après une rotation.
Les deux bataillons héliportés ont également amenés les munitions nécessaires à la survie du 7e de cavalerie. L'hélicoptère piloté par Crandall n'était pas armé. Initialement, Crandall reçu la Distinguished Service Cross et le 26 février 2007, elle fut remplacée par la Medal of Honor, remise par le Président George W. Bush durant une cérémonie à l'East Room de la Maison-Blanche.
Il prend sa retraite de l'armée en 1977 au grade de lieutenant-colonel.

## Biographie après l'armée

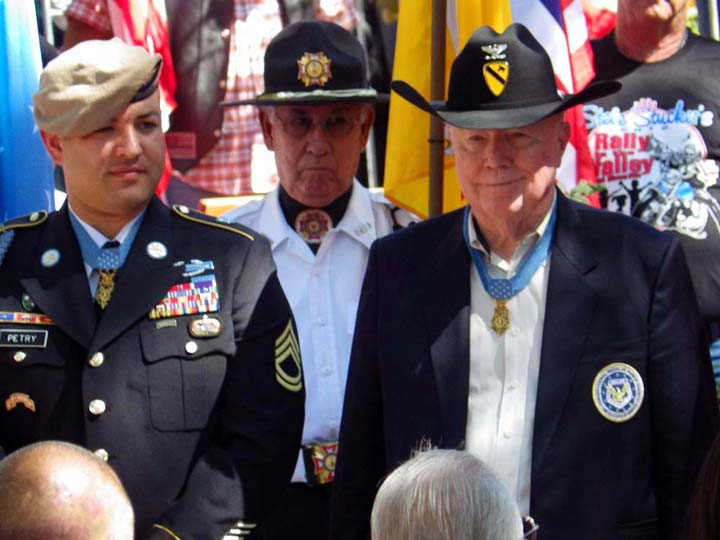
Crandall (droite) et un autre récipiendaire de la Medal of Honor, Leroy Petry (gauche) à Santa Fe le 24 juin 2013.

Après sa retraite de l'armée, il a reçu un master en administration publique de la Golden Gate University en 1977. Depuis son retrait du service actif, il a occupé différentes fonction et notamment, gestionnaire municipal de Dunsmuir en Californie pendant 3 ans. Après avoir quitté la Californie, sa femme, Arlene Louise Crandall, et lui ont déménagé à Mesa en Arizona, où il a travaillé 17 ans au département des services publics, les quatre derniers en tant que responsable. Sa femme est morte le 2 novembre 2010 et est enterrée au cimetière national d'Arlington.
Le 15 avril 2010, 30 ans après sa retraite de l'armée, en reconnaissance de ses accomplissements et en tant que récipiendaire de la médaille d'honneur, Bruce Crandall est promu colonel. La cérémonie s'est déroulée au Army Aviation Association Convention à Fort Worth au Texas.
Crandall a participé à la cérémonie de remise de la médaille d'honneur à Leroy Petry, le 25 juin 2013 à Santa Fe dans le Nouveau-Mexique.
Crandall a hissé le 12th man flag lors du match des Seahawks de Seattle contre les Vikings du Minnesota, le 17 novembre 2013, dans le cadre du Salute to Service des Seahawks.

## Récompenses et décorations
Crandall a reçu les décorations militaires suivantes :
|  | Master Army Aviator Badge |

|                                                                             | Medal of Honor                                              |
| Bronze oak leaf cluster · Bronze oak leaf cluster · Bronze oak leaf cluster | Distinguished Flying Cross avec trois Feuilles de chêne     |
|                                                                             | Bronze Star                                                 |
|                                                                             | Purple Heart                                                |
| Bronze oak leaf cluster · Bronze oak leaf cluster                           | Meritorious Service Medal with two oak leaf clusters        |
|                                                                             | Air Medal (23 awards)                                       |
|                                                                             | Army Commendation Medal                                     |
|                                                                             | Presidential Unit Citation                                  |
|                                                                             | Valorous Unit Award                                         |
|                                                                             | Meritorious Unit Commendation                               |
|                                                                             | Army Good Conduct Medal                                     |
| Bronze star                                                                 | National Defense Service Medal with one bronze service star |
|                                                                             | Armed Forces Expeditionary Medal                            |
| Bronze star · Bronze star · Bronze star · Bronze star                       | Vietnam Service Medal with four bronze service stars        |
|                                                                             | Armed Forces Reserve Medal                                  |
| Gold star · Gold star · Gold star                                           | Vietnam Cross of Gallantry with Palm and three Gold Stars   |
|                                                                             | Vietnam Gallantry Cross Unit Citation                       |
|                                                                             | Vietnam Civil Actions Unit Citation                         |
|                                                                             | Vietnam Campaign Medal with « 60 » device                   |

### Citation à la Médaille d'honneur

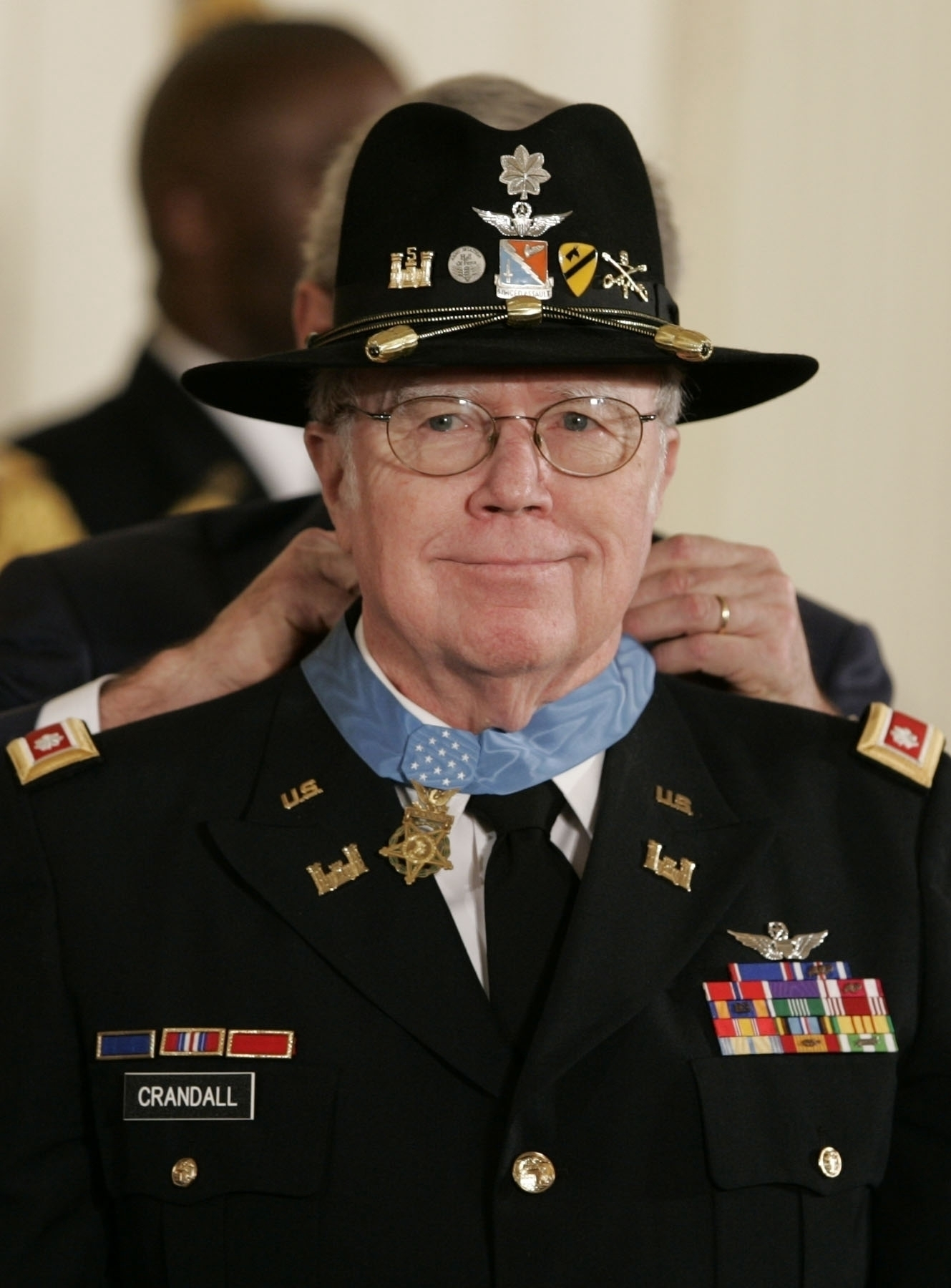
Bruce Crandall recevant la médaille d'honneur.

Le 26 février 2007, Crandall a reçu la médaille d'honneur du président Bush pour ses actions à la bataille de Ia Drang :
« Pour acte de bravoure et intrépidité au risque de sa vie au-delà du devoir militaire : le Major Bruce P. Crandall s'est distingué par son héroïsme extraordinaire en tant que commandant de vol en République du Viêt Nam, en service au sein de la Compagnie A, 229e Bataillon d'assaut héliporté, 1re Division de Cavalerie Aéromobile. Le 14 novembre 1965, son groupe de seize hélicoptères transportait des troupes pour une mission de recherche et destruction de Plei Me, Viêt Nam, à la zone de largage X-Ray dans la vallée de Ia Drang. Lors du quatrième largage, la flotte aéroportée était touchée par le feu ennemi, et durant le temps de se ravitailler en essence et de refaire le trajet inverse, les troupes ennemies visaient la zone de largage X-Ray.
Alors que le Major Crandall et les huit premiers hélicoptères atterrissaient, durant le cinquième largage, son hélicoptère désarmé s'est retrouvé sous un feu ennemi si intense que le commandement au sol a ordonné au deuxième groupe de huit appareils d'interrompre leur mission. Pendant que le Major Crandall volait en direction de sa base d'attache, Plei Me, il a déterminé que le commandant des troupes d'infanterie assiégées avait désespérément besoin de plus de munitions. Le major Crandall a décidé de se réorienter vers la base d'attache d'artillerie Falcon dans le but de réduire les distances de vol afin de livrer des munitions et d'évacuer les blessés. Bien que l'évacuation médicale n'était pas sa mission, il a immédiatement cherché des volontaires et en ignorant complètement sa sécurité personnelle, a dirigé les deux appareils à la zone d’atterrissage X-Ray. Bien que la zone était toujours sous un incessant feu ennemi, le major Crandall a atterri et a supervisé le chargement des hommes sérieusement blessés dans son hélicoptère. La décision du Major Crandall d’atterrir sous le feu ennemi le plus extrême a instillé aux autres pilotes la volonté et l'esprit de continuer à assurer les rotations et a assuré les forces au sol qu'elles seraient toujours approvisionnées et que les blessés seraient évacués rapidement. Cela a renforcé le moral et la volonté de se battre à un moment critique. Après sa première évacuation médicale, le major Crandall a continué à réaliser des rotations jusqu'à la zone de largage durant toute la journée et durant la soirée. Ce jour-là, il a accompli 22 vols, la plupart sous un feu ennemi intense, se retirant de la bataille seulement après que toute possibilité d'aide a été rendue au bataillon d’infanterie. Ses actions ont permis un réapprovisionnement essentiel et l'évacuation des blessés. Les actes audacieux de bravoure et de courage du major Crandall face à un ennemi en surnombre et déterminé, sont dans la plus grande tradition du service militaire et l'honorent, ainsi que son unité et l'United States Army ».

### Autres honneurs
Il a été intronisé au Gathering of Eagles (en) de l'US Air Force en 1994. Il est l'un des sept aviateurs militaires ayant reçu cet honneur ainsi qu'au Army Aviation Hall of Fame en 2004.
Pour son courage durant l'Operation Masher (en) Crandall reçut l'Aviation & Space Writers Helicopter Heroism Award en 1966. Lors de la 20e cérémonie, ses vols de sauvetage ont été considérés comme le fait le plus important durant les vingt premières années de ce prix.
Le terrain de baseball de l'Olympia High School a été nommé d'après le lieutenant-colonel Crandall à l'occasion d'une cérémonie en 2003. Crandall fut un des meilleurs joueurs du pays pour cette école, nommé dans l'All American Team.
Crandall a donné le départ de l'Indianapolis 500 en 2011.
Les exploits de Crandall à la bataille de Ia Drang, comme ceux d'autres soldats, sont racontés dans le livre We Were Soldiers Once...And Young (en) par Harold G. Moore et Joseph L. Galloway, et sont repris dans le film de 2002 Nous étions soldats. Greg Kinnear incarne Bruce Crandall. Il a d'ailleurs été consultant pour les scènes d'aviation.